# Popis osmanskih namjesnika u Bosni i Hercegovini
Osmanski namjesnici kroz povijest Bosne i Hercegovine.
| Bosansko Krajište 1392. – 1463.                      |                                          |
| Paša Jigit-beg                                       | 1392. – 1414.                            |
| Isa-beg Ishaković                                    | 1414. – 1439.                            |
| Himmeti-Zade Nesuh-beg                               | 1439. – 1454.                            |
| Isa-beg Ishaković                                    | 1454. – 1463.                            |
| Bosanski sandžak 1463. – 1580.                       |                                          |
| Minnetoglu Mehmed-beg                                | 1463. – 1464.                            |
| Isa-beg Ishaković                                    | 1464. – 1470.                            |
| Ajas-beg                                             | 1470. – 1474.                            |
| Sinan-beg                                            | 1474. – 1474.                            |
| Arnaut Davud-beg                                     | 1474. – 1475.                            |
| Bali-beg Malkočević                                  | 1475. – 1477.                            |
| Skender-beg Mihaloglu                                | 1477. – 1479.                            |
| Arnaut Davud-paša                                    | 1479. – 1480.                            |
| Skender-beg Mihaloglu                                | 1480. – 1482.                            |
| Jahja-beg                                            | 1482. – 1483.                            |
| Ajas-paša                                            | 1483. – 1484.                            |
| Mehmed-beg Isabegović Čelebi                         | 1484. – 1485.                            |
| Sinan-beg                                            | 1485. – 1490.                            |
| Hadum Jakub-paša                                     | 1490. – 1493.                            |
| Jahja-paša                                           | 1493. – 1496.                            |
| Feriz-beg                                            | 1496. – 1498.                            |
| Skender-paša Mihaloglu                               | 1498. – 1505.                            |
| Feriz-beg                                            | 1505. – 1512.                            |
| Hadum Sinan-beg Borovinić                            | 1512. – 1513.                            |
| Junus-beg                                            | 1513. – 14. travnja 1515.                |
| Mustafa-paša Skenderpašić                            | 14. listopada 1515. – 17. travnja 1516.  |
| Gazi Hasan-beg                                       | 17. travnja 1516. – 1517.                |
| Gazi Mehmed-beg Mihalzade                            | 1517. – 1519.                            |
| Gazi Bali-beg Jahjapašić                             | 1519. – 15. rujna 1521.                  |
| Gazi Husrev-beg                                      | 15. rujna 1521. – 1525.                  |
| Gazi Hasan-beg                                       | 1525. – 1526.                            |
| Gazi Husrev-beg                                      | 1526. – 1534.                            |
| Ulama-paša                                           | 1534. – 1536.                            |
| Gazi Husrev-beg                                      | 1536. – 18. lipnja 1541.                 |
| Ulama-paša                                           | 18. lipnja 1541. – 1547.                 |
| Sofi Ali-beg                                         | 1547. – 1549.                            |
| Muhamed-han Zulkadrioglu                             | 1549. – 1550.                            |
| Hadim Ali-beg                                        | 1550. – 1551.                            |
| Sofi Mehmed-paša                                     | 1551. – 1553.                            |
| Hadim Gazi Ali-paša                                  | 1553.                                    |
| Dugali Malkoč-beg                                    | 1553. – 1554.                            |
| Kara Osman-han                                       | 1554. – 1555.                            |
| Kara Mustafa-beg Sokolović                           | 1555. – 1557.                            |
| Hamza-beg Biharović                                  | 1557. – 1561.                            |
| Hasan-beg Sokolović                                  | 1561. – 1562.                            |
| Sinan-beg Boljanić                                   | 1562. – 1564.                            |
| Mustafa-beg Sokolović                                | 1564. – 1566.                            |
| Mehmed-beg Sokolović                                 | 1566. – 1568.                            |
| Ferhad-beg Vuković Desisalić                         | 1568. – 25. lipnja 1568.                 |
| Mehmed-beg Sokolović                                 | 25. lipnja 1568. – 1574.                 |
| Gazi Ferhad-paša Sokolović                           | 1574. – 1580.                            |
| Bosanski pašaluk 1580. – 1831.                       |                                          |
| Gazi Ferhad-paša Sokolović                           | 1580. – 1588.                            |
| Šehsuvar-paša                                        | 1588.                                    |
| Halil-paša                                           | 1588. – 1590.                            |
| Sufi Mehmed-paša                                     | 1590. – 1591.                            |
| Gazi Hasan-paša Predojević                           | 1591. – 22. lipnja 1593.                 |
| Mustafa-paša Ajaspašić                               | 22. lipnja 1593. – 1594.                 |
| Mihalidži Ahmed-paša                                 | 1594. – 1594.                            |
| Husein-paša Boljanić                                 | 1594. – 1595.                            |
| Arpad Ismail-paša                                    | 1595. – 1595.                            |
| Ajardi Mehmed-paša                                   | 1595. – 1596.                            |
| Hafiz Ahmed-paša                                     | 1596. – 1596.                            |
| Hodaverdi-paša                                       | 1596. – 1597.                            |
| Idris-paša                                           | 1597. – 1597.                            |
| Gazi Hasan-paša Tiro                                 | 1597. – 1598.                            |
| Ahmed-paša Dugalić                                   | 1598. – 1599.                            |
| Derviš-paša Bajazidagić                              | 1599. – 1600.                            |
| Sofi Sinan-paša                                      | 1600. – 1601.                            |
| Tatar Mehmed-paša                                    | 1601. – 1602.                            |
| Derviš-paša Bajazidagić                              | 1602. – 1602.                            |
| Dželali Hasan-paša                                   | 1602. – 1604.                            |
| Ahmed-paša Dugalić                                   | 1604. – 1605.                            |
| Hadim Husrev-paša                                    | 1605. – 1606.                            |
| Gurdži Mehmed-paša                                   | 1606. – 1608.                            |
| Sofi Sinan-paša                                      | 1608. – 1608.                            |
| Kuršumdži Mustafa-paša                               | 1608. – 1609.                            |
| Ibrahim-han Sokolović                                | 1609. – 1610.                            |
| Kuršumdži Mustafa-paša                               | 1610. – 1612.                            |
| Karakaš Mehmed-paša                                  | 1612. – 1613.                            |
| Iskender-paša                                        | 1613. – 1615.                            |
| Abdulbaki-paša                                       | 1615. – 1616.                            |
| Iskender-paša                                        | 1616. – 1618.                            |
| Kuršumdži Mustafa-paša                               | 1618. – 1619.                            |
| Ibrahim-han Sokolović                                | 1619. – 1620.                            |
| Baltadži Mehmed-paša                                 | 1620. – 1621.                            |
| Bajram-paša                                          | 1621. – 1622.                            |
| Sarhoš Ibrahim-paša                                  | 1622. – 1622.                            |
| Bajram-paša                                          | 1622. – 1623.                            |
| Murteza-paša                                         | 1622. – 1626.                            |
| Gazi Mustafa-paša                                    | 1626. – 1627.                            |
| Arnaut Ali-paša                                      | 1627. – 1627.                            |
| Bećir-paša                                           | 1627. – 1628.                            |
| Abaza Mehmed-paša                                    | 1628. – 1629.                            |
| Hersek Murat-paša                                    | 1629. – 1630.                            |
| Mehmed-paša Papasoglu                                | 1630. – 1632.                            |
| Hattat Hasan-paša                                    | 1632. – 1632.                            |
| Arnaut Mustafa-paša                                  | 1632. – 1633.                            |
| Hattat Hasan-paša                                    | 1633. – 1634.                            |
| Sulejman-paša Mostarac                               | 1634. – 1635.                            |
| Salih-paša Mostarac                                  | 1635. – 1638.                            |
| Mehmed-paša Vučo                                     | 1638. – 1639.                            |
| Šahin Hasan-paša                                     | 1639. – 1640.                            |
| Kuršumdži Mehmed-paša                                | 1640. – 1641.                            |
| Deli Husein-paša                                     | 1641. – 1644.                            |
| Vojnik Ahmed-paša                                    | 1644. – 1644.                            |
| Varvar Ali-paša                                      | 1644. – 1645.                            |
| Šahindži Omer-paša                                   | 1645. – 1646.                            |
| Gabeleli Ibrahim-paša                                | 1646. – 1647.                            |
| Tekeli Mustafa-paša                                  | 1647. – 1648.                            |
| Derviš Mehmed-paša                                   | 1648. – 1648.                            |
| Hasan-paša Memibegović                               | 1648. – 1650.                            |
| Mehmed-paša Defterdarević                            | 1650. – 1650.                            |
| Fadil Ahmed-paša Maglajlija                          | 1650. – 1651.                            |
| Jadigar Mustafa-paša                                 | 1651. – 1651.                            |
| Fadil Ahmed-paša Maglajlija                          | 1651. – 1652.                            |
| Sijavuš-paša                                         | 1652. – 1652.                            |
| Fadil Ahmed-paša Maglajlija                          | 1652. – 1654.                            |
| Delak Mustafa-paša                                   | 1654. – 28. veljače 1656.                |
| Ermeni Sulejman-paša                                 | 28. veljače 1656. – 22. studenog 1656.   |
| Fadil Ahmed-paša Maglajlija                          | 22. studenog 1656. – 12. prosinca 1656.  |
| Sejdi Ahmed-paša                                     | 12. prosinca 1656. – 24. ožujka 1659.    |
| Melek Ahmed-paša                                     | 24. ožujka 1659. – 24. veljače 1660.     |
| Serdar Gazi Ali-paša                                 | 24. veljače 1660. – 1663.                |
| Ismail-paša                                          | 1663. – 1. kolovoza 1664.                |
| Arnaut Mustafa-paša                                  | 1. kolovoza 1664. – 1665.                |
| Muharem-paša                                         | 1665. – 9. studenog 1665.                |
| Suhrab Mehmed-paša                                   | 9. studenog 1665. – 1666.                |
| Kose Ali-paša                                        | 1666. – 1668.                            |
| Ibrahim-paša Tešnjak                                 | 1668. – 1669.                            |
| Mufettiš Mehmed-paša                                 | 1669. – 1670.                            |
| Mahmud-paša Maglajlija                               | 1670. – 1671.                            |
| Husein-paša Džanpoladzade                            | 1671. – 1672.                            |
| Arnaut Kodža Ibrahim-paša                            | 1672. – 1672.                            |
| Kemankeš Sulejman-paša                               | 1672. – 1673.                            |
| Kara Mehmed-paša                                     | 1673. – 1675.                            |
| Hadži Bećir-paša                                     | 1675. – 1677.                            |
| Defterdar Ahmed-paša                                 | 1677. – 1678.                            |
| Arnaut Kodža Ibrahim-paša                            | 1678. – 26. listopada 1678.              |
| Arnaut Kodža Halil-paša                              | 26. listopada 1678. – 1679.              |
| Defterdar Ahmed-paša                                 | 1679. – 1681.                            |
| Abdurahman-paša                                      | 1681. – 1682.                            |
| Hizr-paša                                            | 1682. – 11. listopada 1683.              |
| Ahmed-paša Osmanpašaoglu                             | 11. listopada 1683. – 1684.              |
| Hersek Osman-paša                                    | 1684. – 1684.                            |
| Funduk Mustafa-paša                                  | 1685. – 1685.                            |
| Sijavuš-paša Hrvat                                   | 1685. – 1686.                            |
| Mehmed-paša Atlagić                                  | 1686. – 1688.                            |
| Topal Gazi Husein-paša                               | 1688. – 1688.                            |
| Jegen Osman-paša                                     | 1688. – 1688.                            |
| Topal Gazi Husein-paša                               | 1688. – 1689.                            |
| Bujuk Džafer-paša                                    | 1689. – 1692.                            |
| Bošnjak gazi Mehmed-paša                             | 1692. – 1697.                            |
| Sari Ahmed-paša                                      | 1697. – 1698.                            |
| Daltaban Gazi Mustafa-paša                           | 1698. – 1698.                            |
| Kose Halil-paša                                      | 1698. – 1702.                            |
| Sejfullah-paša                                       | 1702. – 12. listopada 1703.              |
| Dogramadži Mehmed-paša                               | 12. listopada 1703. – 6. ožujka 1704.    |
| Elči Ibrahim-paša                                    | 6. ožujka 1704. – 21. kolovoza 1705.     |
| Sirke Osman-paša                                     | 21. kolovoza 1705. - 20. lipnja 1708.    |
| Mustafa-paša Ferhadpašić                             | 20. lipnja 1708. – 1709.                 |
| Sefer-paša Maglajlija]                               | 1709.                                    |
| Karajilan Ali-paša                                   | 1709. – 1711.                            |
| Sari Ahmed-paša                                      | 1711. – 1712.                            |
| Arnaut Ali-paša                                      | 1712. – 1713.                            |
| Mehmed Numan-paša Ćuprilić                           | 1713. – 1715.                            |
| Sari Mustafa-paša                                    | 1715. – 13. siječnja 1716.               |
| Uzun Hadži Jusuf-paša                                | 13. siječnja 1716. – 19. srpnja 1716.    |
| Kabakulak Ibrahim-paša                               | 19. srpnja 1716. – 28. kolovoza 1716.    |
| Kara Mustafa-paša                                    | 28. kolovoza 1716. - 10. lipnja 1717.    |
| Mehmed Numan-paša Ćuprilić                           | 10. lipnja 1717. – 18. kolovoza 1718.    |
| Defterdar Emin Osman-paša                            | 18. kolovoza 1718. – 10. ožujka 1720.    |
| Topal Osman-paša                                     | 10. ožujka 1720. – 1720.                 |
| Abdullah-paša Muhsinzade                             | 1720. – 1727.                            |
| Topal Osman-paša                                     | 1727. – 1728.                            |
| Gazi Ahmed-paša Rustempašić                          | 1728. – 1730.                            |
| Topal Osman-paša                                     | 1730. – 1728.                            |
| Sirke Osman-paša                                     | 1730. – 1730.                            |
| Hadži Ibrahim-paša                                   | 1730. – 11. listopada 1733.              |
| Abdullah-paša Muhsinović                             | 11. listopada 1733. – 1735.              |
| Ali-paša Hekimoglu                                   | 1735. – 1740.                            |
| Abdullah-paša Muhsinović                             | 1740. – 1741.                            |
| Ajvaz Gazi Mehmed-paša                               | 1741. – 1742.                            |
| Jegen Mehmed-paša                                    | 1742. – 1744.                            |
| Ali-paša Hekimoglu                                   | 1744. – 6. listopada 1745.               |
| Bostandži Sulejman-paša                              | 6. listopada 1745. – 28. travnja 1746.   |
| Ali-paša Hekimoglu                                   | 28. travnja 1746. – 1. travnja 1748.     |
| Abdullah-paša Muhsinović                             | 1. travnja 1748. – 25. travnja 1748.     |
| Kodža Hadži Bećir-paša                               | 25. travnja 1748. – 7. srpnja 1750.      |
| Seid Abdullah-paša                                   | 17. srpnja 1750. – 1751.                 |
| Šerif Halil-paša                                     | 1751. – 18. travnja 1752.                |
| Hadži Seid Ahmed-paša Ćuprilić                       | 18. travnja 1752. – 10. prosinca 1752.   |
| Mehmed-paša Kukavica                                 | 10. prosinca 1752. – 6. prosinca 1756.   |
| Sopasalan Ćamil Ahmed-paša                           | 6. prosinca 1756. – 28. kolovoza 1757.   |
| Mehmed-paša Kukavica                                 | 28. kolovoza 1757. – 13. kolovoza 1760.  |
| Mehmed-paša Muhsinzade                               | 13. kolovoza 1760. – 8. travnja 1764.    |
| Maldovan Ali-paša                                    | 8. travnja 1764. – 24. ožujka 1765.      |
| Kapudan Mehmed-paša                                  | 24. ožujka 1765. – 11. travnja 1766.     |
| Hadži Seid Ahmed-paša Ćuprilić                       | 11. travnja 1766. – 5. ožujka 1767.      |
| Silahdar Mehmed-paša                                 | 5. ožujka 1767. – 9. prosinca 1770.      |
| Mehmed-paša Muhsinzade                               | 9. prosinca 1770. – 7. rujna 1772.       |
| Osman-paša Topaloglu                                 | 7. rujna 1772. – 11. listopada 1773.     |
| Dagistanli Ali-paša                                  | 11. listopada 1773. – 25. siječnja 1775. |
| Silahdar Mehmed-paša                                 | 25. siječnja 1775. – 20. svibnja 1777.   |
| Dagistanli Ali-paša                                  | 20. svibnja 1777. – 24. srpnja 1778.     |
| Silahdar Mehmed-paša                                 | 24. srpnja 1778. – 21. listopada 1779.   |
| Nišandži Mustafa-paša                                | 21. listopada 1779. – 15. studenog 1780. |
| Silahdar Abdulah-paša                                | 15. studenog 1780. – 3. studenog 1785.   |
| Ajdosli Kara Mehmed-paša                             | 4. ožujka 1785. - 13. svibnja 1785.      |
| Ismail-paša                                          | 13. svibnja 1785. – 28. srpnja 1785.     |
| Morali Ahmed-paša                                    | 28. srpnja 1785. – 2. ožujka 1786.       |
| Selim Sirri-paša                                     | 2. ožujka 1786. – 21. prosinca 1787.     |
| Agribozli Bećir-paša                                 | 21. prosinca 1787. – 29. travnja 1789.   |
| Arslan Mehmed-paša                                   | 29. travnja 1789. – 15. listopada 1789.  |
| Mehmed-paša Miralem                                  | 15. listopada 1789. – 18. prosinca 1789. |
| Hadži Salih-paša                                     | 18. prosinca 1789. – 5. siječnja 1791.   |
| Jusuf-paša                                           | 5. siječnja 1791. – 9. ožujka 1791.      |
| Hadži Salih-paša                                     | 9. ožujka 1791. – 30. prosinca 1792.     |
| Husamudin-paša                                       | 30. prosinca 1792. – 28. svibnja 1797.   |
| Perišan Mustafa-paša                                 | 28. svibnja 1797. – 14. veljače 1799.    |
| Gurdži Hadži Osman-paša                              | 14. veljače 1799. – 22. travnja 1799.    |
| Vanli Mehmed-paša                                    | 22. travnja 1799. – 3. kolovoza 1799.    |
| Zihneli Hadži Hasan-paša                             | 3. kolovoza 1799. – 15. rujna 1799.      |
| Vanli Mehmed-paša                                    | 15. rujna 1799. – 9. travnja 1801.       |
| Hakki Hadži Mehmed-paša                              | 9. travnja 1801. – 2. rujna 1801.        |
| Vanli Mehmed-paša                                    | 2. rujna 1801. – 12. rujna 1801.         |
| Bećir-paša                                           | 12. rujna 1801. – 8. siječnja 1802.      |
| Gurdži Hadži Osman-paša                              | 8. siječnja 1802. – 6. veljače 1802.     |
| Bećir-paša                                           | 6. veljače 1802. – 6. siječnja 1805.     |
| Mustafa-paša Smailpašić                              | 6. siječnja 1805. – 25. ožujka 1806.     |
| Husrev Mehmed-paša                                   | 25. ožujka 1806. – 20. siječnja 1808.    |
| Ibrahim Hilmi-paša                                   | 20. siječnja 1808. – 4. ožujka 1813.     |
| Ali-paša Darendeli                                   | 4. ožujka 1813. - 30. ožujka 1815.       |
| Huršid Ahmed-paša                                    | 30. ožujka 1815. – 27. listopada 1815.   |
| Sulejman-paša Skopljak                               | 27. listopada 1815. – 23. siječnja 1818. |
| Morali Bećir-paša                                    | 23. siječnja 1818. – 29. siječnja 1818.  |
| Derviš Mustafa-paša                                  | 29. siječnja 1818. – 27. srpnja 1819.    |
| Mehmed Ruždi-paša                                    | 27. srpnja 1819. – 8. prosinca 1819.     |
| Hafiz Ali Dželaluddin-paša                           | 8. prosinca 1819. – 28. studenog 1822.   |
| Šerif Selim Siri-paša                                | 28. studenog 1822. – 12. svibnja 1826.   |
| Belenli Hadži Mustafa-paša                           | 12. svibnja 1826. – 22. prosinca 1826.   |
| Abdurahim-paša                                       | 22. prosinca 1826. – 18. kolovoza 1828.  |
| Morali Ali Namik-paša                                | 18. kolovoza 1828. – 27. lipnja 1831.    |
| Vedžihi Ibrahim-paša                                 | 27. lipnja 1831. – 14. listopada 1831.   |
| Bosanski pašaluk (autonomija de facto) 1831. – 1832. |                                          |
| Husein-kapetan Gradaščević                           | 14. listopada 1831. – 4. lipnja 1832.    |
| Bosanski pašaluk 1832. – 1867.                       |                                          |
| Mahmud Hamid-paša                                    | 4. lipnja 1832. – 24. lipnja 1833.       |
| Davud-paša                                           | 24. lipnja 1833. – 13. srpnja 1835.      |
| Mehmed Vedžihi-paša                                  | 13. srpnja 1835. - 28. rujna 1840.       |
| Mehmed Husrev-paša                                   | 28. rujna 1840. – 6. studenog 1840.      |
| Morali Ćamil Mehmed-paša                             | 6. studenog 1840. – 11. studenog 1844.   |
| Osman Nuri-paša                                      | 11. studenog 1844. – 1. studenog 1845.   |
| Hadži Ćamil-paša                                     | 1. studenog 1845. – 4. srpnja 1847.      |
| Mehmed Tahir-paša                                    | 4. srpnja 1847. – 22. svibnja 1850.      |
| Čerkez Hafiz Mehmed-paša                             | 22. svibnja 1850. – 16. studenog 1850.   |
| Hajrudin-paša                                        | 16. studenog 1850. – 8. ožujka 1852.     |
| Velijudin-paša                                       | 8. ožujka 1852. – 14. rujna 1852.        |
| Mehmed Huršid-paša                                   | 14. rujna 1852. – 26. listopada 1856.    |
| Rešid Mehmed-paša                                    | 26. listopada 1856. – 1. srpnja 1858.    |
| Kani Mehmed-paša                                     | 1. srpnja 1858. – 18. rujna 1858.        |
| Arnaut Mehmed Akif-paša                              | 18. rujna 1858. – 18. studenog 1858.     |
| Kani Mehmed-paša                                     | 18. studenog 1858. – 10. lipnja 1859.    |
| Osman Mahzar-paša Skopljak                           | 10. lipnja 1859. – 23. siječnja 1861.    |
| Šerif Topal Osman-paša                               | 23. siječnja 1861. – 1867.               |
| Bosanski vilajet 1867. – 1878.                       |                                          |
| Šerif Topal Osman-paša                               | 1867. – 21. siječnja 1869.               |
| Omer Fevzi-paša                                      | 21. siječnja 1869. – 17. veljače 1869.   |
| Šerif Topal Osman-paša                               | 17. veljače 1869. – 25. svibnja 1869.    |
| Safvet-paša                                          | 25. svibnja 1869. – 27. travnja 1871.    |
| Arnaut Mehmed Akif-paša                              | 27. travnja 1871. – 10. rujna 1871.      |
| Mehmed Asim-paša                                     | 10. rujna 1871. – 23. kolovoza 1872.     |
| Mehmed Rašid-paša                                    | 23. kolovoza 1872. – 7. studenog 1872.   |
| Mustafa Asim-paša                                    | 7. studenog 1872. – 27. studenog 1873.   |
| Arnaut Mehmed Akif-paša                              | 27. studenog 1873. – 6. travnja 1874.    |
| Derviš Ibrahim-paša                                  | 6. travnja 1874. – 4. rujna 1875.        |
| Ahmed Hamdi-paša                                     | 4. rujna 1875. – 30. listopada 1875.     |
| Čerkez Reuf-paša                                     | 30. listopada 1875. – 6. siječnja 1876.  |
| Jenišehirli Ibrahim-paša                             | 6. siječnja 1876. – 7. srpnja 1877.      |
| Mehmed Nazif-paša                                    | 7. srpnja 1877. – 18. svibnja 1877.      |
| Ahmed Mahzar-paša                                    | 18. svibnja 1877. – 12. srpnja 1878.     |
| Hafiz Ahmed-paša                                     | 12. srpnja 1878. – 20. kolovoza 1878.    |